# 李轂摩
李轂摩（1941年—），本名李國謨，台灣南投草屯出生之書畫家:10、51，為臺灣本土書畫家代表:9

## 生平
李轂摩1941年出生於南投縣草屯鎮雷公山上，過著牽牛耕種的童年生活:10。17歲拜余清潭為師，學習佛像畫及裝裱技術；19歲拜夏荊山為師學習工筆畫；20歲皈依佛教南亭法師、法名慧猷；25歲與葉梅英女士結婚，以裱褙及刻印維生:156；同年「柳蔭漁唱」獲第五屆全國美展金尊獎章，並獲得國立歷史博物館永久收藏。31歲時書法作品「寒山詩」獲得全省美展書法頭獎，李轂摩於1975年底與劉牧石、梁坤明、柯耀東、王輝煌、寧可、黃義永等十多人共同成立南投縣美術學會，擔任第一任會長並連任十二年。海峽兩岸關係協會會長陳雲林2008年來台，國民黨榮譽主席連戰以李轂摩創作之「時和歲樂年豐」贈予陳雲林。

## 風格
李轂摩作品以山水人物、花鳥蟲魚為素材，多描繪臺灣鄉間生活及純樸之人性情懷，如畫作「好雞婆」，2021創作之《種瓜得瓜》、《日日是好日》；並因沉浸於佛學思想，作品兼具禪意 。惟鐘義明曾於1979年評其畫作有二大缺點，一、多採「平視」的視點，即較為缺乏「仰視」及「俯視」之視角，使觀者無震撼性的感受；二、創作內容侷限於鄉土題材且技法不夠多樣。